# Station Sugamo
Station Sugamo (巣鸭駅, Sugamo-eki) is een treinstation in de speciale wijk Toshima in Tokio, Japan. Het station werd geopend op 1 april 1903 en wordt door ongeveer 76000 passagiers per dag gebruikt.

## Lijnen
East Japan Railway Company
- Yamanote-lijn

Toei Metro
- Mita-lijn

## Omgeving
Ten noorden van het station is er een lange winkelstraat, Jizō-dori (地蔵通り), populair bij oudere dames, en het gebied staat bekend als "Harajuku voor oma's".
Shinagawa · Ōsaki · Gotanda · Meguro · Ebisu · Shibuya · Harajuku · Yoyogi · Shinjuku · Shin-Ōkubo · Takadanobaba · Mejiro · Ikebukuro · Ōtsuka · Sugamo · Komagome · Tabata · Nishi-Nippori · Nippori · Uguisudani · Ueno · Okachimachi · Akihabara · Kanda · Tokio · Yūrakuchō · Shinbashi · Hamamatsuchō · Tamachi · Shinagawa